# Żerków (Petite-Pologne)
Pour les articles homonymes, voir Żerków (homonymie).
Żerków est une localité polonaise de la gmina de Gnojnik, située dans le powiat de Brzesko en voïvodie de Petite-Pologne.